# سنت‌کیرای‌سابادیا
سنت‌کیرای‌سابادیا (به مجاری:  Szentkirályszabadja) یک شهرداری در مجارستان است که در ناحیه وسپرم واقع شده‌است. سنت‌کیرای‌سابادیا ۲۲٫۳۹ کیلومتر مربع مساحت و ۲٬۱۵۰ نفر جمعیت دارد.